# Mutʿa-Ehe
Die Mutʿa-Ehe (arabisch نكاح المتعة, DMG nikāḥ al-mutʿa ‚Ehe des Genusses‘) oder Sigheh-Ehe (persisch صیغه, DMG ṣīġe, ‚Formel‘), deutsch auch Zeitehe, ist eine zeitlich begrenzte Ehe, die von zwölfer-schiitischen Muslimen als zulässig (Mubāh) angesehen wird und für einen Zeitraum von einer halben Stunde bis 99 Jahre geschlossen wird. Die übrigen islamischen Gruppierungen lehnen diese Form der Ehe mehrheitlich ab (siehe auch Islamische Ehe).
Eine ähnliche Ehe auf Zeit gibt bzw. gab es auf stammesrechtlicher Grundlage beispielsweise in Äthiopien bei den Amhara und Tigrinya unter der Bezeichnung Dämoz (amharisch ደሞዝ ‚Lohn‘).

## Definition
Unter (nikāḥ al-)mutʿa versteht man, laut dem Wörterbuch von Hans Wehr, die Zeitehe bzw. die „Genußehe, die nur auf kurze Zeit ausschließlich zum Zwecke des geschlechtlichen Genusses geschlossen wird“. Die Zwölferschiiten befürworten die mutʿa; Sunniten, Zaiditen, Ismailiten, Alawiten und Drusen lehnen sie hingegen mehrheitlich ab.
Formal betrachtet können nach zwölfer-schiitischer Lehre ein Mann und eine unverheiratete ehrbare (ʿafīfa) Frau eine mutʿa durch einen unwiderruflichen (lāzim) Vertrag eingehen. Dieser Vertrag bedingt keinerlei Zeugen und muss nicht vor einem Qādī geschlossen werden. Notwendig sind aber genaue Angaben über den an die Frau zu entrichtenden Lohn (ağr/mahr) sowie über den Zeitraum (ağal), welcher mindestens eine halbe Stunde und höchstens 99 Jahre betragen darf und nach dessen Ablauf, der ohne Ausspruch von Scheidungsformeln erfolgt, keine Verlängerung möglich ist. Im Falle des beidseitigen Wunsches einer Verlängerung muss nach Ablauf einer Wartefrist (ʿidda), die zwei Menstruationsperioden bzw. 45 Tage dauert, ein neuer Vertrag geschlossen werden. Die Wartefrist gilt jedoch auch für die Schließung von mutʿa-Ehen mit anderen Partnern. Dies entspricht der ʿidda einer Sklavin, obwohl die Sklaverei in der islamischen Welt ab dem 19. Jahrhundert aufgrund des Drucks der Kolonialmächte weitgehend abgeschafft wurde. Für eine „gewöhnliche“ (Dauer-)Ehe (nikāḥ) gilt nämlich nach Koransure 2:234 eine ʿidda von 4 Monaten und 10 Tagen.
Auch verpflichtet eine mutʿa den Mann nicht – im Gegensatz zur Dauerehe – der Frau Unterhalt und Wohnung zu gewähren. Außerdem besteht für die Vertragspartner keine Möglichkeit, im Falle des Ablebens eines Partners einander zu beerben.
Die sunnitische Rechtsliteratur unterscheidet zwei Arten von mutʿa-Ehen: die generelle und bisher beschriebene mutʿat an-nisāʾ und die Genussehe zur Wallfahrt (mutʿat al-ḥağğ). Diese Differenzierung beruht auf einem Hadith, in dem es heißt: „Es existierten zwei mutʿa-Ehen zur Zeit des Gottgesandten“ („mutʿatāni kānatā ʿalā ʿahd rasūl allāh“). Die mutʿat al-ḥağğ soll demzufolge zu Lebzeiten des Religionsstifters Mohammed zwischen der kleinen Pilgerfahrt (ʿumra) und dem Haddsch (ḥağğ) zur Entweihung (iḥrām) stattgefunden haben und wird daher, vor allem bei den Sunniten, im historischen Verlauf differenziert zur mutʿat an-nisāʾ betrachtet und gelegentlich sogar, insbesondere von den Hanbaliten, akzeptiert. Damit birgt sie auch weniger Konfliktpotential zwischen Sunniten und Zwölfer-Schiiten als die mutʿat an-nisāʾ.

## Innerislamische Kontroverse

### Ursprünge
Nach Ignaz Goldziher (1850–1921) stellt die mutʿa „die einschneidendste gesetzliche Streitfrage zwischen sunnitischem und schiitischem Islam“ dar.
Die genauen Ursprünge der mutʿa sind unklar, doch vermutlich ist sie ein aus dem spätantiken Arabien im Zusammenhang mit der altarabischen Stammesgesellschaft entstandenes, in den Islam übernommenes Rechtsinstitut. Hinweise hierfür gibt zum Beispiel eine Textstelle im „Buch der Lieder“ (kitāb alaġānī) des Abū l-Faradsch al-Isfahānī (gest. 967), in der es „mattiʿūnī bihā l-laila“ heißt. Der Historiker Caetani sprach sogar der Ehe von Salma bint ʿAmr und Hāschim ibn ʿAbd Manāf (gest. um 510, Urgroßvater Mohammeds und Stammvater des Clans der Haschimiten) mutʿa-Charakter zu.
Der Ursprung der Meinungsverschiedenheit zwischen Sunniten und Schiiten hingegen liegt erst in der Interpretation der – nach der Nöldekeschen Chronologie medinensischen – Sure 4 (an-Nisā' „Die Frauen“), Vers 24:

„Und (verboten sind euch) die ehrbaren (Ehe)frauen (al-muḥṣanāt mina n-nisāʾ), außer was ihr (an Ehefrauen als Sklavinnen) besitzt. (Dies ist) euch von Gott vorgeschrieben. Was darüber hinausgeht, ist euch erlaubt, (nämlich) daß ihr euch als ehrbare (Ehe)männer, nicht um Unzucht zu treiben, mit eurem Vermögen (sonstige Frauen zu verschaffen) sucht. Wenn ihr dann welche von ihnen (im ehelichen Verkehr) genossen habt, dann gebt ihnen ihren Lohn als Pflichtteil! Es liegt aber für euch keine Sünde darin, wenn ihr, nachdem der Pflichtteil festgelegt ist, (darüber hinausgehend) ein gegenseitiges Übereinkommen trefft. Gott weiß Bescheid und ist weise.“

Der im Zitat kursive Passus, der auf Arabisch „fa-mā stamtaʿtum bīhī minhunna fa-ātūhunna uğūrahunna farīḍatan“ heißt, bildet hierbei die koranische Rechtfertigung der mutʿa. Umstritten ist, ob nach „istamtaʿtum“ („genossen habt“) noch ein weiterer Textabschnitt stand, nämlich „ilā ağal musammā“ („für eine bestimmte Zeit“). In schiitischen Werken werden diese Worte hinzugefügt, in sunnitischen Kreisen gelten sie hingegen als Interpolation. Denn dieser zusätzliche Passus würde Männern erlauben sich mit ihrem Vermögen weitere Frauen – neben den Dauer-Ehefrauen – zu verschaffen, wenn sie ihnen nach dem Genuss den Lohn geben. Der Textabschnitt findet sich auch in den Koran-Kodizes (muṣḥaf) von ʿAbdallāh ibn Masʿūd und Ubaiy ibn Kaʿb sowie in der Koranexegese (Tafsīr) des Abū Ǧaʿfar aṭ-Ṭabarī. Auch ʿAbdallāh ibn ʿAbbās, der in frühislamischer Zeit bedeutende Autorität der Koranexegese war, soll dieser Lesart wie viele weitere Sahāba gefolgt sein. Seine Position zur mutʿa war bei Zeitgenossen und auch danach geradezu berühmt, da er sie, trotz des Verbotes durch ʿUmar ibn al-Ḫaṭṭāb, für erlaubt erklärte. ʿUmars Verbot gilt dabei für die Schiiten gewissermaßen als „unrechtmäßige Neuerung“ (bidʿa), für die Sunniten hingegen als Bekräftigung eines bereits durch Muḥammad geäußerten Verbotes der mutʿa. Als Anlass für das Verbot von ʿUmar gelten nach einer Tradition verschiedene Fälle von Frauen, die durch mutʿa-Ehen schwanger geworden sein sollen.
So ist es folglich meist Ziel der schiitischen Argumentation, die sunnitische Behauptung eines Verbots durch den Propheten Mohammed zu widerlegen, weil den Berichten über das Verbot durch ʿUmar alleine im schiitischen Milieu ohnehin keinerlei Bedeutung zukommen, da ʿUmar für sie nicht als religiöse Autorität gilt. Automatisch wäre dann auch der häufig formulierte Vorwurf der Sunniten, dass die mutʿa mit Unzucht (zināʾ) gleichzusetzen sei, entkräftet, da der Prophet zināʾ gewiss nicht freigegeben hätte.
Umgekehrt versucht die sunnitische Seite zu belegen, dass Mohammed selbst die mutʿa verboten habe und dass dabei, wegen der früheren Erlaubnis dieser Praxis, ein Fall von Abrogation (nasḫ) vorliegt.
Es gibt zu Mohammeds Verbot zahlreiche aḫbār (vergleiche Achbārīya), die widersprüchlich sind. So verbot nach einer Überlieferergruppe der Prophet die mutʿa prinzipiell. Nach einer anderen Überlieferergruppe hingegen verbot der Prophet die mutʿa nur eingeschränkt, also zu bestimmten Anlässen, wie der Eroberung Mekkas (fatḥ), der Abschiedswallfahrt (ḥiǧǧat al-wadāʿ) oder bei einem Feldzug für eine bestimmte Zeitdauer, wobei oftmals von drei Tagen die Rede ist. Sie sorgen allerdings dafür, dass zahlreiche Lehrmeinungen über die mutʿa entstanden sind und sie auch intrakonfessionell stets ein viel diskutiertes Thema darstellte.

### Weiterer Verlauf
Der „Gelehrte der Umma“ (ḥabr al-umma) Ibn ʿAbbas, der, wie sein Beiname laqab andeutet, von Schiiten und Sunniten als religiöse Autorität respektiert wird, war, wie oben erwähnt, eifriger Verfechter der mutʿa. Ebenso gelten auch viele andere Prophetengefährten (ṣaḥāba) oder diese noch Kennende (tābiʿūn) als Befürworter der mutʿa. Die sunnitische Seite versucht diese Tatsache immer wieder zu erklären oder zu beschwichtigen. Im Falle von Ibn ʿAbbas wird beispielsweise oftmals ein ḫabar von Muḥammad ibn ʿĪsā at-Tirmiḏī verwendet, welcher besagt, dass sich Ibn ʿAbbas noch kurz vor seinem Tod zur gegenteiligen Ansicht, also zum Verbot der mutʿa, bekehrt habe.
Doch trotz ihrer allgemeinen Ablehnung bei der Gruppierung, die sich später, im Angesicht der Schia und der theologischen Strömung der Muʿtazila, als Sunniten herausbildete, war die mutʿa bereits in der frühislamischen Zeit Gegenstand von Konzessionen. So soll zum Beispiel Asch-Schāfiʿī, der als Begründer der islamischen Rechtstheorie gilt, eine Ehe für auch dann gültig erklärt haben, wenn sie auf der „stillen“, also im Vertrag nicht formulierten, Absicht (niyāʾ) beruhe, nur für gewisse Zeit ausgeübt zu werden. Auch der abbasidische Kalif Al-Ma'mūn, ohnehin für seine proalidische Politik bekannt, befürwortete die mutʿa und erlaubte diese den Muslimen mit Nachdruck, was als Zeichen des Einflusses der imamitischen Rechtsgelehrten (faqih) gewertet werden kann.
Umgekehrt kennt aber auch die schiitische Tradition, trotz mehrheitlicher Befürwortung, prominente Ablehner der mutʿa. So sollen der fünfte und der sechste Imam, also Muḥammad al-Bāqir und Dschaʿfar as-Sādiq, als überzeugte Gegner der mutʿa gegolten haben. Über Muḥammad al-Bāqir wird beispielsweise berichtet, dass er auf die Frage, ob er einverstanden wäre, wenn die Töchter seiner Familie mutʿa-Verhältnisse eingehen würden, unwillig geschwiegen haben soll.
Mit der Überlieferung der Missbilligung der mutʿa durch die Imame, zumindest was die weiblichen Angehörigen der Familie des Propheten (fāṭimiyāt) betrifft, festigte sich auch ein zweifelhaftes Ansehen der mutʿa innerhalb der schiitischen Tradition, so dass auch Familien der Mittel- und Oberschicht es seitdem vermieden, ihre Töchter mutʿa-Verhältnisse eingehen zu lassen.
Zusätzlich wurde mittels Rechtskniffen (ḥiyal) vielfach versucht, die Bedingungen der mutʿa, wie beispielsweise die ʿidda, zu umgehen, so dass die mutʿa generell unter den Verdacht legalisierter Prostitution geriet und wohl eine derartige Rolle schließlich teilweise auch tatsächlich einnahm.
Daher ist es nicht verwunderlich, dass der Vorwurf, mutʿa sei gleichzusetzen mit zināʾ oder Prostitution, insbesondere seit der osmanischen Polemik gegen die Safawiden von sunnitischer Seite häufig formuliert wurde und immer noch erhoben wird.

### 20. Jahrhundert
Eine wichtige Rolle im 20. Jahrhundert spielte auch eine Befürchtung, die von dem aus Bagdad stammenden sunnitischen Gelehrten Ibrāhīm Faṣīḥ al-Ḥaidarī erstmals formuliert wurde. Ihm zufolge sei die mutʿa besonders für die „oberflächlich islamisierten Beduinen“ attraktiv, was ihm eine Erklärung liefert, weshalb sich ab dem 18. Jahrhundert im Irak zahlreiche ehemals sunnitische Stämme der Schia angeschlossen haben.
Auch der einflussreiche Denker des Reformislams Rašid Riḍā machte in seiner Zeitschrift al-Manār die schiitischen Mullāhs, welche die Vorzüge des zwölferschiitischen Rechtes vor allem anhand der mutʿa vermitteln und somit die Gelüste der Stammesoberhäupter instrumentalisieren würden, für die Verbreitung der Schia im Irak verantwortlich. Auf diese Anschuldigungen folgten eifrige Wortgefechte von sunnitischen und schiitischen Gelehrten.
Mit dem Sozialstatus lässt sich zudem auch erklären, weshalb unter den libanesischen Schiiten zur Zeit des Bürgerkrieges (1975–90) mutʿa-Ehen, verglichen mit Vorkriegszeiten, häufiger geschlossen wurden. Die wirtschaftliche Situation des Landes ließ für viele heiratsfähige Männer und Frauen keine reguläre Eheschließung zu. Der damals führende libanesische schiitische Geistliche (al-muršid ar-rūḥī) Muḥammad Ḥusain Faḍl Allāh (gest. 2010) trat zudem als Propagandist der mutʿa auf. Stephan Rosiny erklärt durch die mutʿa in Folge sogar die Popularität der Hisbollah bei der libanesischen Jugend, denn insbesondere bei den unter 30-Jährigen sei die mutʿa-Ehe äußerst beliebt.
Dies spricht einen zweiten wichtigen Punkt beim Diskurs um die mutʿa an: die Angst sunnitischer ʿUlamā' vor einem „Abdriften der Jugend“ zu einer „dem sexuellen Genuss positiver eingestellten Schia“. Vor allem in der zweiten Hälfte des 20. Jahrhunderts, seitdem die islamische Jugend auch verstärkt mit westlichen Sexualvorstellungen konfrontiert ist, scheint es für zahlreiche sunnitische Gelehrte unabdingbar zu sein, ihre ablehnende Position zur mutʿa zu erläutern. Diese Gelehrten sind meistens der schiafeindlichen Wahhābīya oder dem Salafismus nahestehend.
Allerdings erschienen umgekehrt auch zahlreiche Werke von sunnitischen Denkern, welche die mutʿa zu verteidigen versuchten und im Zusammenhang mit der ideengeschichtlichen Strömung des Panislamismus stehen, welche versucht, die Zerrissenheit der Muslime durch Hervorhebung der innerislamischen Gemeinsamkeiten zu überwinden, oder auch im Lichte von Initiativen der Annäherung (taqrīb) der islamischen Konfessionen zu lesen sind. Als erster sunnitischer Autor der Gegenwart dieser Richtung gilt der Ägypter ʿAbbās Mahmūd al-ʿAqqād (gestorben 1964). Er versuchte, die mutʿa als gottgefällige Alternative zur „freien Liebe des Westens“ anzupreisen und durch sie die „Überlegenheit islamischer Rechtsvorschriften gegenüber westlichen Ehekonzeptionen“ zu belegen (vergleiche Islamische Ehe).
Ähnlich äußerten sich auch staatsnahe iranische schiitische Religionsgelehrte nach der islamischen Revolution 1979.
Der Tafsīr-Gelehrte Muhammad Ali Sabuni (geboren 1930) widmete der mutʿa eine eigene Abhandlung mit dem Titel Mauqif aš-šarīʿa al-ġarrāʾ min nikāḥ al-mutʿa, in der er sich in vielen Punkten der Argumentation vorangehender sunnitischer Gelehrter gegen die mutʿa anschließt und kaum neue Gedanken hervorbringt. Stilistisch zeichnet sich diese Abhandlung allerdings dadurch aus, dass Sabuni die Schiiten fortlaufend durch zahlreiche polemische Ausdrücke diffamiert und sie sogar auf eine Ebene stellt mit den mušrikūn (Polytheisten, Henotheisten).
 Nikāḥ al-misyār
In diesem Zusammenhang muss auch das bei den Sunniten in den neunziger Jahren neu entworfene und in der Folge viel diskutierte Konzept der „Ehe des Durchreisenden“ (nikāḥ al-misyār) erwähnt werden, da es gewissermaßen als Gegenkonzept zur populären mutʿa der Schiiten entstand. Als „Erfinder“ gilt der saudische ʿālim Fahad al-Ġanīm, wobei sich die nikāḥ al-misyār wohl auf eine in der Nağd-Region bereits zuvor bekannte Art der „Vormittagsehe“ (aḍ-ḍaḥwīya) bezieht, bei welcher der Ehemann seine Ehefrau nur vormittags besuchte (im Unterschied zu einer Besuchsehe). Im traditionellen islamischen Recht ist diese Eheform unbekannt. Sie wird aber mittlerweile von bedeutenden sunnitischen Autoritäten unterstützt, etwa vom ehemaligen Scheich al-Azhar Muḥammad Sayyid Ṭanṭāwī (gestorben 2010) oder von Yusuf al-Qaradawi (geboren 1926), der sich in seinem einflussreichsten Werk „Das Erlaubte und das Verbotene im Islam“ (al-ḥalāl wal-ḥarām fi l-islām) als entschiedener Gegner der mutʿa positionierte.

## Bedeutung im heutigen Iran
In der Islamischen Republik Iran ist die offiziell als „unterbrochene Ehe“ (persisch نکاح منقطع nikāḥ-i munqaṭiʿ) bezeichnete mutʿa Teil des dortigen, schiitisch geprägten Rechtssystems, womit sie in diesem Land legal ist. In Deutschland wird sie vom Schutzbereich des Art. 6 GG hingegen nicht erfasst; ebenso verstößt sie in Österreich gegen den Ordre public.
Nach Ansicht von Großajatollah Ali as-Sistani ist sie für einen Muslim die einzige Möglichkeit, eine Nichtmuslimin von den „Leuten des Buches“ (ahl al-kitāb: Christin, Jüdin, eventuell Zoroastrierin) zu heiraten, da eine Dauerehe im Sinne einer „verpflichtenden Vorsichtsmaßnahme“  abzulehnen sei. Andere Ajatollahs wie Großajatollah al-Hakim erklären eine Dauerehe mit Frauen von den „Leuten des Buches“ für erlaubt.
Nach religiösen Autoritäten (marāǧaʿ) kann die Zeitspanne einer mutʿa zwischen 1 Stunde und 99 Jahren betragen, wobei auch der Verkehr mit Prostituierten oder „Seitensprünge“ nicht ausgeschlossen sind. In schiitischen Gebieten arbeiten viele Prostituierte illegal unter dem Deckmantel der Zeitehe, weil das schiitische Recht in Konsens eine Wartezeit (ʿiddah) von etwa 3 Monaten vorsieht.
Die Zeitehe kann heimlich vollzogen werden, wobei es für die Anzahl von Zeitehe-Frauen keine Beschränkung gibt. Die Beschränkung auf vier Ehefrauen gilt nur für unbefristete Eheverhältnisse. Auch muss der Mann seine erste Ehefrau nicht informieren, falls er eine Dauerehe führt.
Ein Artikel in Die Zeit merkt 2015 an, dass die Zeitehe bei der iranischen Bevölkerung „verpönt“ sei.